# Mauro Tozzi
Mauro Tozzi (Siena, 23 marzo 1955) è un fotografo, direttore artistico e operatore culturale italiano.

## Biografia

### Fotografo
Scoprì la fotografia nel 1979 da autodidatta, anche se frequentò la sede fatiscente di un gruppo di fotografi che possedeva una camera oscura nella sua città. Si orientò verso l'indagine sperimentale con la tecnica dell'open flash sul tema delle ombre, da cui scaturì Il gioco delle figure precarie, 1983, presentata da Andrea Abati nel depliant della mostra senese alla galleria Il Prisma Multimedia, che scrisse di un "...mezzo di «espressione totale»" e di una "...«messa in scena»". L'anno successivo, alla mostra di Senigallia, Mario Giacomelli commentò: "...un lungo viaggio nelle ombre dove la forma corrosa diventa sostanza e l'immagine soggetto per comunicare tra spazio terreno e spazio infinito".
Con la medesima tecnica, ma utilizzando una diversa illuminazione, nel 1984 proseguì la meditazione sul proprio corpo nelle foto de La Dama Bianca. Alla mostra di Verona (1985), Gianfranco Arciero, sulla rivista Reflex, scrisse: "...un fotografo dell'immaginario che attinge dalla realtà sfruttando il mezzo fotografico fino alle sue possibilità più esasperate. La mostra venne esposta a Bologna e, nello stesso anno, alla Biennale	dei	Giovani	Artisti	dell’Europa	e del Mediterraneo (Bjcem), di cui si tenne a Firenze la Vetrina, cui seguirono mostre personali e collettive.
Un altro ambito nel quale operò dal 1985 fu quello del formato polaroid 669, "a strappo", cioè negativo/positivo, che Tozzi trasferiva, dopo lo scatto, su carta comune, su cui Enrico Crispolti si espresse in termini di "impronte di luce sulla gelatina... qualcosa di drammaticamente precario, di sfuggente, fra la dimensione onirica e l’incubo medianico". Quelle immagini, per lo più inedite, furono esposte nel 2017 a Massa Marittima e a Piombino. Alcune immagini hanno fatto parte della collettiva Note a margine prima tappa - Richard Hamilton, presso la Casa Museo Spazio Tadini a Milano nel 2023.
Nel 1991 avviò l'indagine sui giardini delle ville nel territorio senese con il fotografo Ilio Scali. Nella prefazione del volume Il Giardino Rivelato, 1995, gli autori scrissero che non si trattò di una ricerca documentaria ma altresì, secondo le parole di Omar Calabrese, "l’idea del percorso misterioso, assimilabile ad un viaggio interiore [...] è quanto mai intrigante e ricca di spunti. Già il titolo, «Il Giardino Rivelato», appare intelligentemente mistificatorio […]. Nulla è quindi ‘rivelato’ in questo giardino ma ogni dettaglio rimanda ad una storia non scritta, a personaggi assenti ma probabilmente già esistiti“. Le immagini dei giardini sono state esposte in varie mostre. Infine, Tozzi espose alcune delle sue opere dei giardini, stampate in gigantografie, nella mostra Jardins d'Hesdins, Jardins d'Eden a Hesdin in Francia, nel 1996 nella collettiva con Enrico Baj, Régis Deparis, Piero Gilardi, Andy Goldsworthy, Ugo Nespolo, Nils-Udo, Jean Clareboudt ed altri.

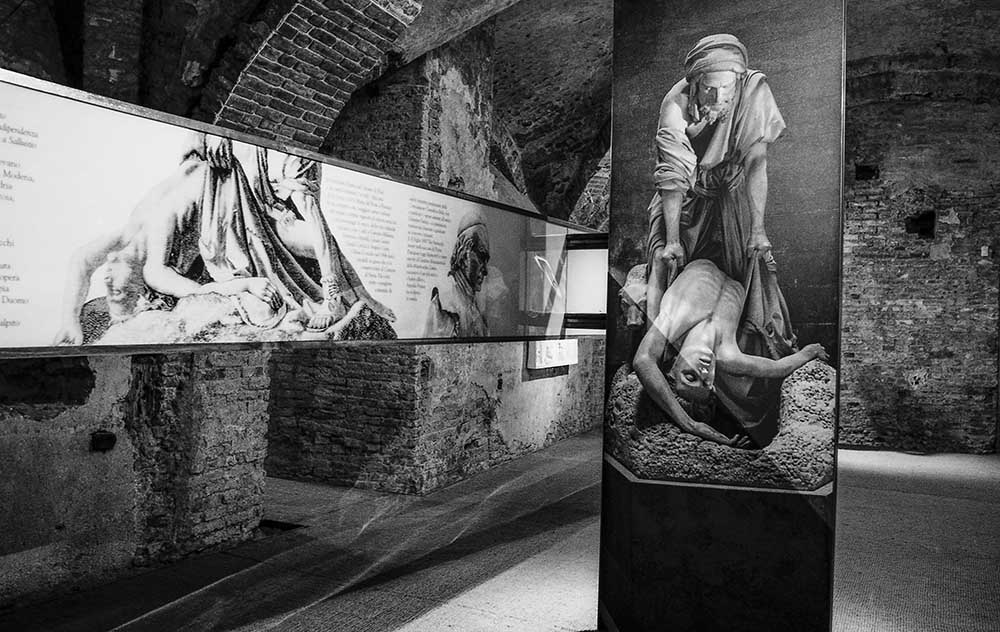
Ingresso alla mostra di Tito Sarrocchi, 1999

Dal 1995 iniziò il lavoro sulle opere dello scultore senese Tito Sarrocchi, su cui era in preparazione la stesura del primo testo critico, che lo porteranno in varie città, Pisa, Pistoia, Modena, Grosseto, Acquapendente, Siena, cioè al cospetto di statue, busti, bassorilievi ed opere in ville, piazze e nei cimiteri monumentali. Tozzi fotografò i marmi di Sarrocchi in luce naturale, in bianconero, senza lampade o flash: in questo modo la polvere sedimentata, la perdita della lucentezza del marmo, le ombre naturali in certe ore del giorno ne avrebbero "risvegliato l'anima". Le foto vennero pubblicate nel volume Tito Sarrocchi 1824-1900 del 1999 in occasione dell'inaugurazione della mostra dello scultore, assieme ad una parte dei suoi gessi restaurati, presso il Santa Maria della Scala.
Aderì alla rassegna di fax-art nel 1997, promossa da Enrico Crispolti, intitolata Omaggio a Giovanni Caselli, inventore del pantelegrafo, antenato del fax. L'evento, svoltosi al Santa Maria della Scala in contemporanea con le università e i centri italiani di cultura di Londra, Parigi e Yamagata in Giappone, vide impegnati molti artisti, tra i quali Pietro Cascella, Leonardo Cremonini, Luciano Fabro, Ugo Nespolo, Luca Maria Patella, Piero Pizzi Cannella, Pierre Restany, Matthew Spender, Joe Tilson, Emilio Vedova, Cordelia von den Steinen.

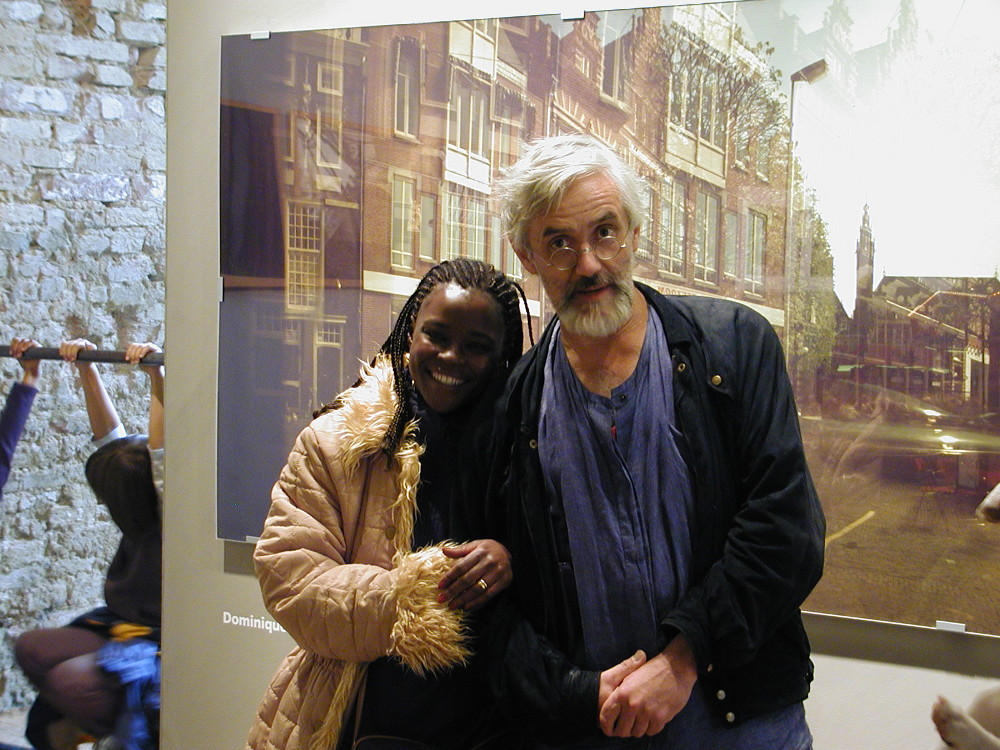
Dominique Stroobant, alle spalle una sua gigantografia stenopeica, 2002

Con il nuovo secolo, sperimentò la stenoscopia autocostruendo le "macchine" (cartone, legno e cilindri di latta), con cui produrrà le immagini. Nel 2002, concretizzò il lavoro con il fotografo triestino Alessandro Mlach nella mostra, la prima fuori dagli USA, Senza Obiettivo, International Exhibition of Pinhole Photography presso il Santa Maria della Scala, al quale presero parte i fotografi stenopeici accreditati a livello mondiale: Thomas Bachler, Dianne Bos, Volkmar Herre, Nilufar Izadi, Jürgen Königs, Eric Renner, Nancy Spencer, Dominique Stroobant, Mieko Tadokoro, Ilan Wolff e altri, con la prefazione in catalogo di Omar Calabrese e Fabio Amodeo e il testo teorico di Dominique Stroobant. La mostra venne promossa nell'ambito della XI edizione del Festival Visionaria. Nel 2003 la mostra sarà replicata alla Gallery of Art della Temple University Rome curata da Lucy Clink.

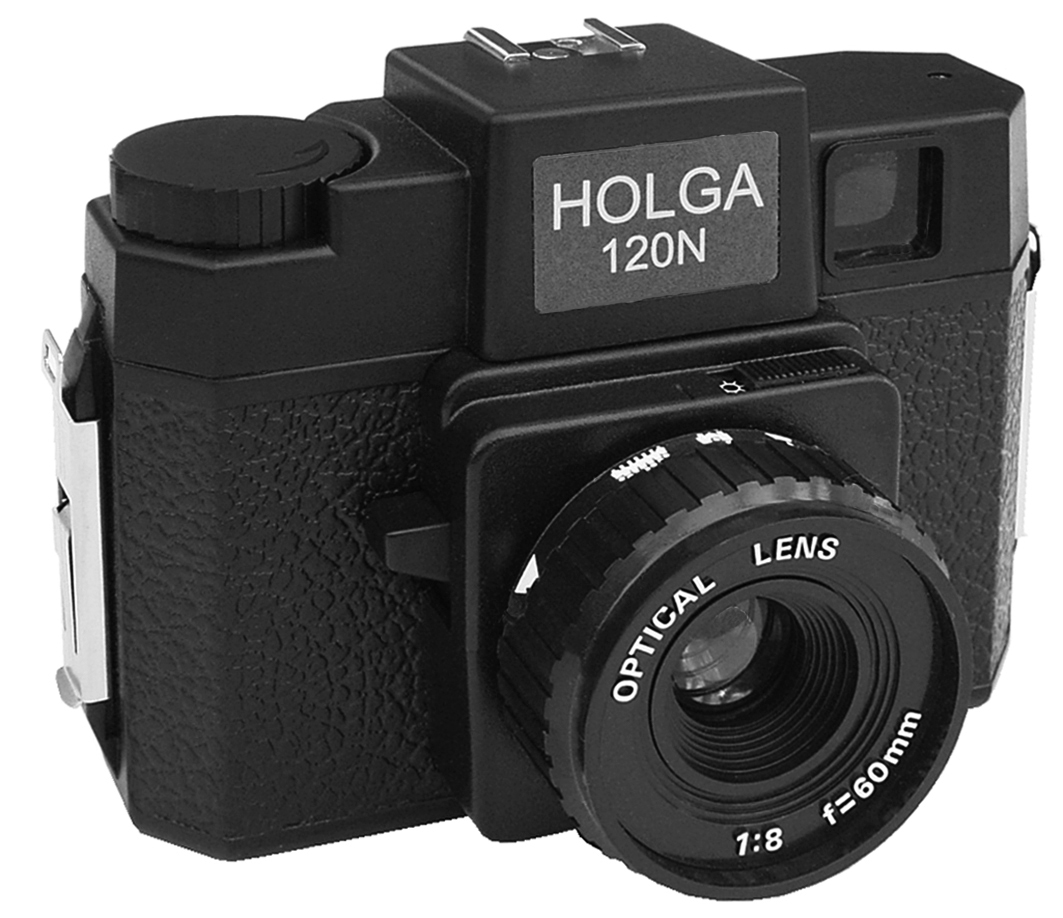
Holga 120 mm

Gli Alinari con il Museo Galileo, la Regione Toscana, il Comune di Firenze, promossero una giornata dedicata al linguaggio fotografico contemporaneo, dal titolo "Visivi" (2013). Alla tavola rotonda, introdotta da Filippo Camerota e moderata da Dominique Stroobant, Tozzi analizzò l'esperienza della mostra Senza Obiettivo.
Parallelamente alla stenoscopia, Tozzi avviò lo studio della "fotografia a bassa definizione", utilizzando macchine di plastica autentiche come la Holga, la Ferrania Eura, la Diana. Con la Holga esporrà a Trieste nella mostra Holgografie nel 2004. La successiva esposizione avvenne nel 2016 in occasione del 1º anniversario della morte di uno dei fondatori della galleria Il Prisma Multimedia, lo scienziato, ecologista e fotografo Gianfranco Sciarra. La mostra, Evidentia, raccolse le immagini dei quattro fondatori della storica galleria senese. Tozzi allestì una selezione delle sue fotografie realizzate con la Holga.
Le foto della Holga sono state presenti alla 7ª edizione dell'International Festival di Kiev in Ucraina, "Pavlovka Pinhole Fest", sul tema Habitat e a Livorno nella galleria "Extra Factory" sul tema B-Side, il lato nascosto, entrambi nel 2024.

### Operatore culturale

#### Il Prisma Multimedia
Nel 1981 fondò a Siena il centro culturale Il Prisma Multimedia con Bruno Di Blasi, Gianfranco Sciarra e Daniele Sasson, che si caratterizzò fino al 1988 per una intensa attività espositiva di numerosi fotografi ed artisti. Tra le mostre: la retrospettiva del fotografo Vincenzo Balocchi; la collettiva di grafica con opere di Afro Basaldella, Domenico Cantatore, Renato Guttuso, Antonio Ligabue, Mino Maccari, Orfeo Tamburi; la collettiva del gruppo PostMachina di Piermario Ciani, Pierluigi Vannozzi, Bruno Munari e altri; il Gruppo di Piombino di Pino Modica, Stefano Fontana e Salvatore Falci.

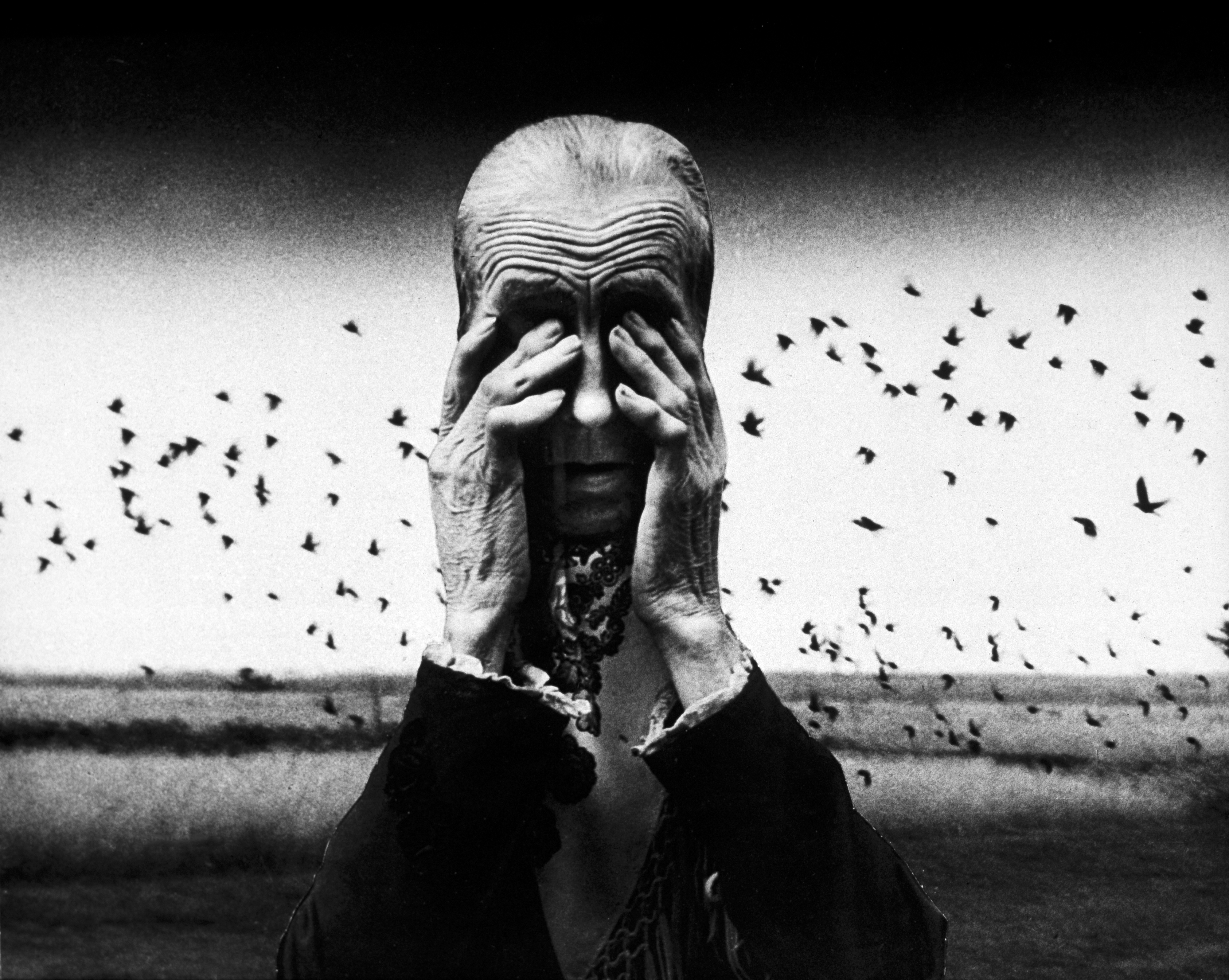
Zagłada, 1975-1979, foto di Zofia Rydet, da "The world of emotions and imagination" (una delle foto in mostra)

Nel 1988, promosse con Marinella Giannini la mostra fotografica europea L'Immagine delle Donne con l'intento provocatorio di scoprire l'esistenza di "segni" che denotassero la specificità 'femminile' delle fotografie, invitando a commentare sul catalogo Maria Luisa Boccia, Omar Calabrese, Pietro Clemente, Carlo Majer, Giuliana Scimé, Sergio Staino, Italo Zannier. Tra le molte fotografe presenti: Eva Besnyö, Helga von Brauchitsch, Verita Monselles, Adriana Argalia, Edith Lechtape, Leena Saraste, Zofia Rydet, Carla Cerati, Giuliana Traverso, Elisabetta Catamo, Helen Sager, Maryvonne Gilotte, Vera Isler-Leiner. La mostra di oltre 500 immagini ebbe luogo al Palazzo San Galgano, sede della Facoltà di Lettere dell'Università di Siena.
In seguito alla riflessione attorno alla fotografia nella piccola realtà senese, nel 1992 scaturì l'idea della mostra Dentro la città, oltre le mura, un confronto tra i fotografi locali e i grandi maestri: i primi che guardassero oltre le mura e i secondi che tentassero una lettura non convenzionale della città medievale. Tra i fotografi presenti: George Tatge, Pepi Merisio, Gianni Berengo Gardin, Cesare Colombo, Franco Fontana, Gianni Giansanti, Helen Sager, Ferruccio Malandrini, Francesco Cito e molti altri, con i testi di Pietro Clemente, Enrico Crispolti, Ferruccio Malandrini.
Tozzi ha fatto parte della giuria dell'Urban Photo Awards di Trieste, curato dall'Ass. dotArt, nel 2011 e nel 2012.
Nel 2016, per il XXXV anniversario dell'apertura della galleria, venne promossa a Palazzo Patrizi, la manifestazione Gli Sguardi e le Parole, comprendente la mostra Evidentia, con le immagini dei soci fondatori, e il convegno Confesso che ho vissuto per ricordare la figura di scienziato, ecologista e fotografo di Gianfranco Sciarra (1952-2015) ad un anno dalla scomparsa.

### Direttore artistico

#### Visionaria, International Film Festival
Nel 1991 fondò con Roberto Dini il Film Festival Visionaria, di cui è stato direttore artistico fino al 2015, con il quale realizzò XXII edizioni, quattro edizioni speciali, di cui una, ad Ulassai, nel paese di Maria Lai. L'idea di un festival sulle nuove tecnologie audiovisive sorse nel quartiere più periferico, San Miniato, con forti problematiche sociali ed abitative, dove entrambi operavano. Qualche anno dopo, Visionaria venne accolta al Santa Maria della Scala. Muovendosi nel solco della ricerca dei linguaggi video e televisivi, dal 1996 tenne mostre di videoarte con autori quali Roberta Torre, Caterina Davinio, Mario Canali, dando spazio alle rassegne del Prix Ars Electronica di Linz e dal 2002 a collaborazioni con il Centro d'arte contemporanea Palazzo delle Papesse ed Exibart per la retrospettiva di Salvo Cuccia, i video di autori emergenti come Chiara Passa, Rossella Biscotti, Francesco Carone, Bouli Lanners, Stefano Chiodini e altri.

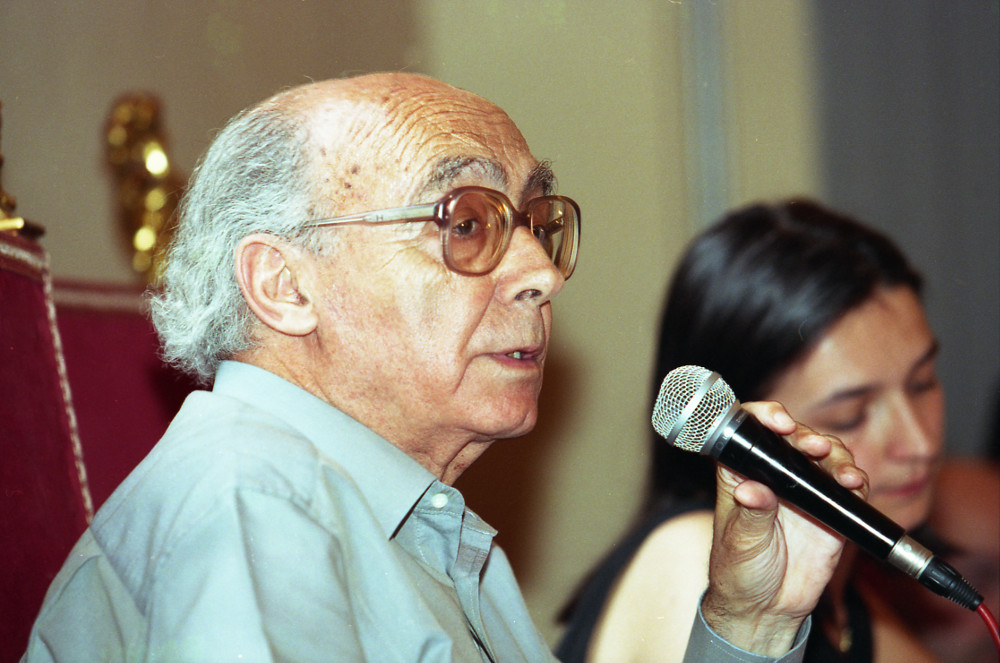
La conferenza di José Saramago al Santa Maria della Scala, 1999

Nel 1999 tenne la conferenza del Premio Nobel José Saramago ed invitò tra gli ospiti Caterina Bueno, Anna Meacci e Riccardo Pangallo, mentre divenne assiduo collaboratore l'artista Pino Modica e Alessandro Benvenuti fu nominato presidente onorario dal 2000 al 2005. Rimarchevole la rassegna fotografica Born into Brothels del 2004 al Santa Maria della Scala, con le foto realizzate dai figli delle prostitute di uno dei quartieri a luci rosse di Calcutta ai quali l'ideatrice Zana Briski aveva procurato le macchine fotografiche (il documentario omonimo vinse il Premio Oscar l'anno dopo).
Nelle pieghe del variegato mondo dell'audiovisivo, Visionaria nel 2005 promosse con Home Movies di Bologna, le Giornate del Cinema Privato, ovvero quello che diverrà l'Archivio Nazionale del Film di Famiglia, la raccolta, il recupero e la conservazione dei filmati familiari dalle origini della pellicola. Nella stessa edizione vennero diffusi documentari e servizi mai trasmessi dalle tv pubbliche. Il 2005 fu anche l'anno che il festival ebbe due sedi, Siena e Piombino, con programmi distinti. L'anno dopo, in occasione della proiezione del documentario Liberate Silvia di Giuliano Bugani, invitò Silvia Baraldini per un incontro a Piombino che costituì la prima uscita in pubblico dopo il carcere e l'indulto.

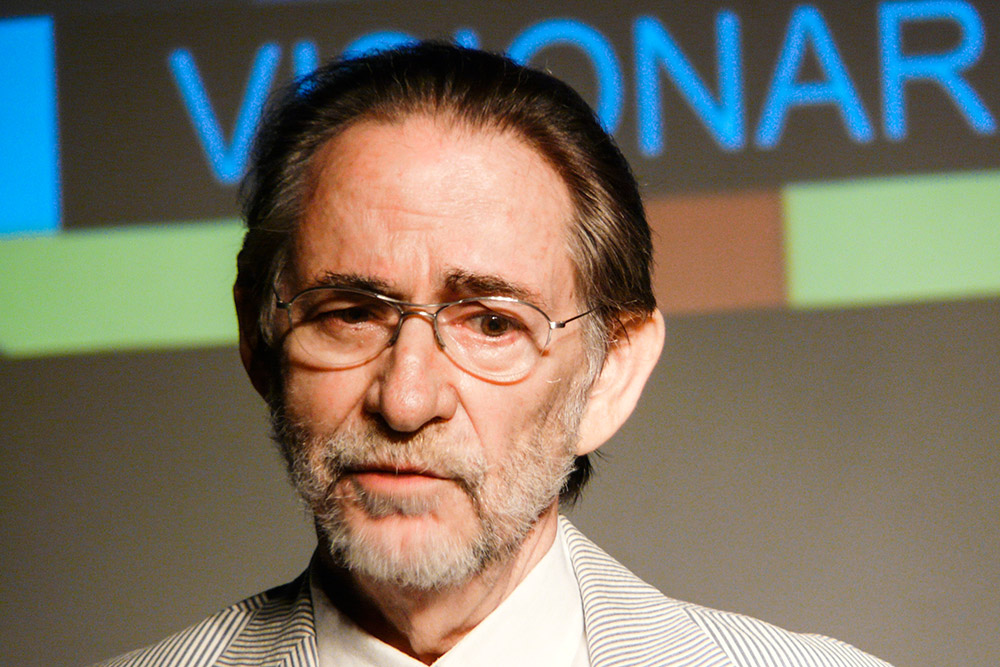
Renzo Rossellini a Fuori Fuoco, 2012

Oltre ai corti e alla videoarte, nonché all'esperienza sulla piattaforma virtuale di Second Life, Tozzi si orientò nella presentazione di cineasti al centro del dibattito per i temi trattati nei loro film, dedicando ai registi una retrospettiva, sulla scorta dell'esperienza di "Fuori Fuoco", ideata da Tiziana Tarquini nel 2008, rassegna che troverà spazio nelle piazze estive. Nel 2010 fu invitato Pupi Avati con Una sconfinata giovinezza; nel 2012 toccò a Daniele Vicari e al film Diaz; mentre nel 2013 fu la volta di Daniele Ciprì con È stato il figlio. Chiusa l'avventura piombinese nel 2013, il festival approdò a Castelnuovo Berardenga al Teatro Alfieri dove non poté contare sui finanziamenti degli anni precedenti ma l'edizione 2015 registrò 3 845 opere iscritte in concorso e fu l'anno che, con l'Università di Siena, Visionaria prese parte, all'Expo Milano, con la selezione di corti Food and Water.

## Esposizioni (selezione)
- 1983, Prato, Dryphoto, L'infanzia ritrovata, personale
- 1984, Senigallia, Palazzo Baviera, Il gioco delle figure precarie, personale
- 1985, Verona, Galleria Fra Giocondo, La Dama Bianca, personale
- 1986, Firenze, Vetrina delle Produzioni Giovanili dell'Area Mediterranea, collettiva
- 1987, Genova, galleria "Le Arie del Tempo", personale
- 1988, Alessandria, Teatro Comunale, Pagine, III Biennale di Poesia, collettiva
- 1990, Brno, Repubblica Ceca, Man and People at the End of Second Millennium, XVI ed. Film Festival Brnenská šestnácka, collettiva
- 1991, Mantova, Palazzo della Ragione, Il Giardino attraversato, collettiva
- 1992, Trieste, Palazzo Costanzi, Topiaria, ricognizione fotografica sul giardino europeo, presentazione di Bruno Munari, collettiva
- 1992, Siena, Galleria di Palazzo Patrizi, Dentro la città, oltre le mura, collettiva
- 1996, Hesdin, Francia, Les Écuries d'Hesdin, Jardins d'Hesdins, Jardins d'Eden, collettiva
- 1997, Siena - Londra - Parigi - Yamagata, Omaggio a Giovanni Caselli, collettiva di fax-art
- 1999, Siena, Santa Maria della Scala, Gigantografie delle opere di Tito Sarrocchi, personale tra i gessi restaurati
- 2002, Siena, Santa Maria della Scala, Senza Obiettivo, International Exhibition of Pinhole Photography, collettiva
- 2002, Veracruz, Messico, Casona de la Condesa, Colectiva de Fotografos, collettiva. In videoconferenza: Tozzi: la fotografia estenopeica en Europa
- 2003, Roma, Temple University, Senza Obiettivo, International Exhibition of Pinhole Photography, collettiva
- 2004, Brno, Repubblica Ceca, Bakala Hall & Galerie 10, Mauro Tozzi Photographic Exhibition, XLV ed. Film Festival Brnenská šestnácka, personale
- 2004, Trieste, Knulp, Holgografie, personale con Alessandro Mlach
- 2011, Massa Marittima, Palazzo dell'Abbondanza, Liberazione: 25 artisti per il 25 Aprile, collettiva
- 2016, Massa Marittima, Stendardi d'Autore, collettiva per le strade della città
- 2017, Siena, Chiostro del Collegio San Marco, Stendardi d'Acqua, immagini limpide, trasparenti e controcorrente, con la partecipazione di Sergio Staino, collettiva
- 2018, Tuscania, Chiostro di Sant'Agostino, Stendardi d'Acqua, immagini limpide, trasparenti e controcorrente, con la partecipazione di Sergio Staino, collettiva
- 2018, Torino, Piazza Doria, Opere d'arte in mongolfiera. Turin Eye ospita Air Land 1.0, collettiva
- 2018, Fossombrone (PU), Casa degli Artisti, Nero, IX edizione di Land Art, collettiva
- 2021, Ulassai (NU), Open Call #LaFrana a cura di Stefano Boeri, collettiva
- 2022, Massa Marittina, Biblioteca Comunale, L'ombra di Dante, collettiva, con la partecipazione di Sergio Staino
- 2023, Milano, Casa Museo Spazio Tadini, Omaggio a Richard Hamilton, collettiva
- 2023, Livorno, Galleria Extra Factory, Autoritratto, collettiva
- 2023, Livorno, Galleria Extra Factory, Luoghi non comuni, collettiva
- 2024, Milano, Opificio della Fotografia, Il Volo, collettiva
- 2024, Kiev, Ucraina, VII International festival of pinhole photography, Pavlovka pinhole fest, Habitat, collettiva
- 2024, Livorno, Galleria Extra Factory, B-Side, il lato nascosto, collettiva

## Pubblicazioni
- Bruno Bruchi, Andrea Ciacci, Mauro Tozzi, Dentro la città, oltre le mura, Casa Ed. I Mori, 1992
- Ilio Scali, Mauro Tozzi,  Il Giardino Rivelato, Ed. Il Leccio, Siena, 1995
- Marco Pierini, Mauro Tozzi, Tito Sarrocchi 1824-1900, Protagon Editori Toscani, 1999 - ASIN B008BO2K5U
- Giovanni Fanello, Pesci idraulici ed altro... - Scultura 1995-2000, testi di Antonio Tabucchi (servizio sulle opere dell'artista), Università di Siena, 2000
- Fabio Roggiolani, La merigge, racconti per il futuro (foto delle Crete, Val d'Orcia e Val di Chiana), Fuorionda, Arezzo, 2023 - ISBN 979-12-80816-07-8

## Edizioni con opere di Tozzi
- AA.VV., Man and People at the End of the Second Millennium, Brno 16, Fotoskupina Fact, 1992, Repubblica Ceca
- AA.VV., Bullettino Senese di Storia patria, Accademia degli Intronati, 1995
- AA.VV., Antichità Viva n. 5-6, Editrice Edam, 1996
- Enrico Crispolti, Marco Pierini, Omar Calabrese, Omaggio a Giovanni Caselli, Hopefulmonster, 1997 - ISBN 88-7757-078-4
- Omar Calabrese (a cura di), Il modello italiano. Le forme della creatività, Skirà, 1999 - ISBN 978-8881185221
- Barbara Capitoni, Il pio asilo Butini Bourke, Archivio Comunale di Siena, 2000
- Giulia Barbarulli, Luciano Banchi, uno storico al governo di Siena nell'Ottocento, Ind. Grafica Pistolesi, 2002 - EAN 2565539015805
- Régis Deparis, Promedas dans Hesdin, Les Ecuries d'Hesdin, 2004
- AA.VV., Stendardi d'Acqua, immagini limpide, trasparenti e controcorrente, Tap Grafiche Poggibonsi, 2017
- AA.VV., Fotografia Transfigurativa vol. 1, EBS Print, 2021 - ISBN 979-12-5968-283-3
- AA.VV., Occupazione, Effigi Ed., Arcidosso (GR), 2021
- AA.VV., Arte in bocca, Stampa Federici, Terni, 2021
- Federicapaola Capecchi, Melina Scalise (a cura di), Photomilano on desire, 4Graph, 2023 - ISBN 979-12-210-3753-1
- Sara Bardini, C'era una volta il Petriccio, Betti Ed., 2024 - ISBN 978-8875768737
- Federicapaola Capecchi (a cura di), Il Volo, 4Graph, 2024

## Curatele
- Mauro Tozzi, Marinella Giannini, L'immagine delle Donne - Rassegna Fotografica Europea, Ind. Grafica Pistolesi, Siena, 1988
- Mauro Tozzi, Alessandro Mlach,  Senza Obiettivo - International Exhibition of Pinhole Photography, Protagon Editori Toscani, 2002
- Mauro Tozzi, Samuele Calosi, Laura Pozzi, Nati nei bordelli - Born into Brothels, Visionaria, 2004

## Galleria d'immagini

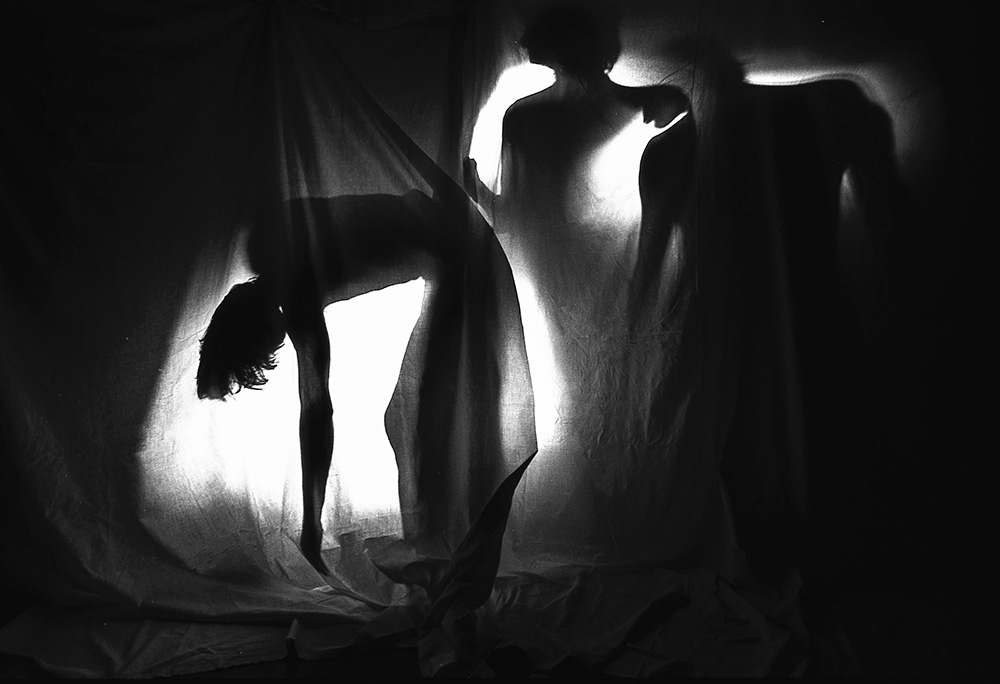
da Il gioco delle figure precarie, 1983
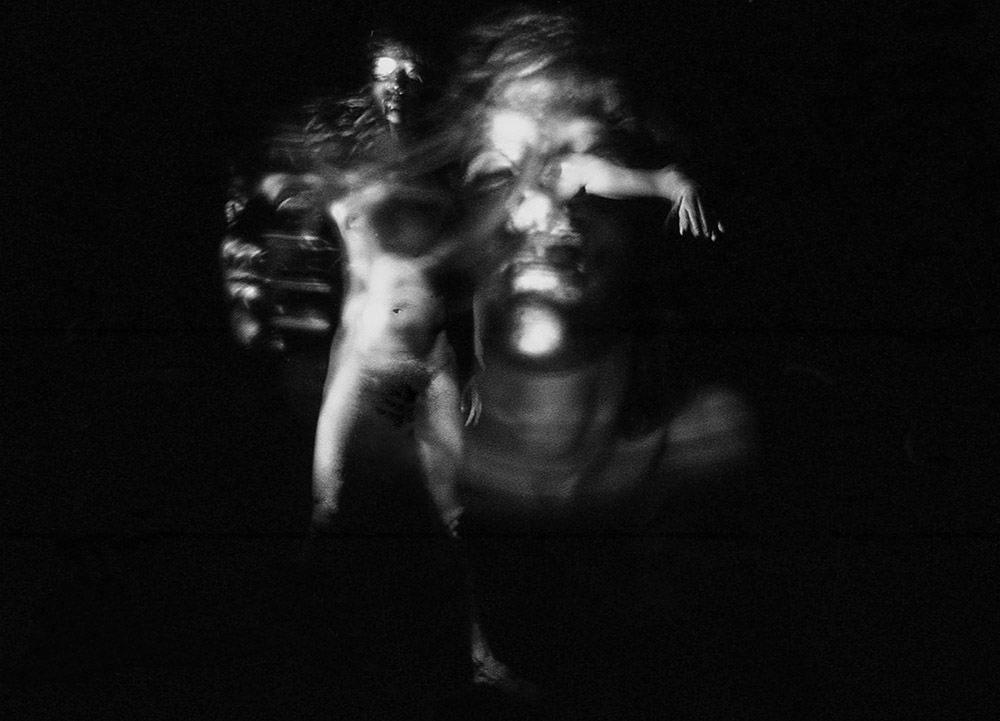
da La dama bianca, 1984-85
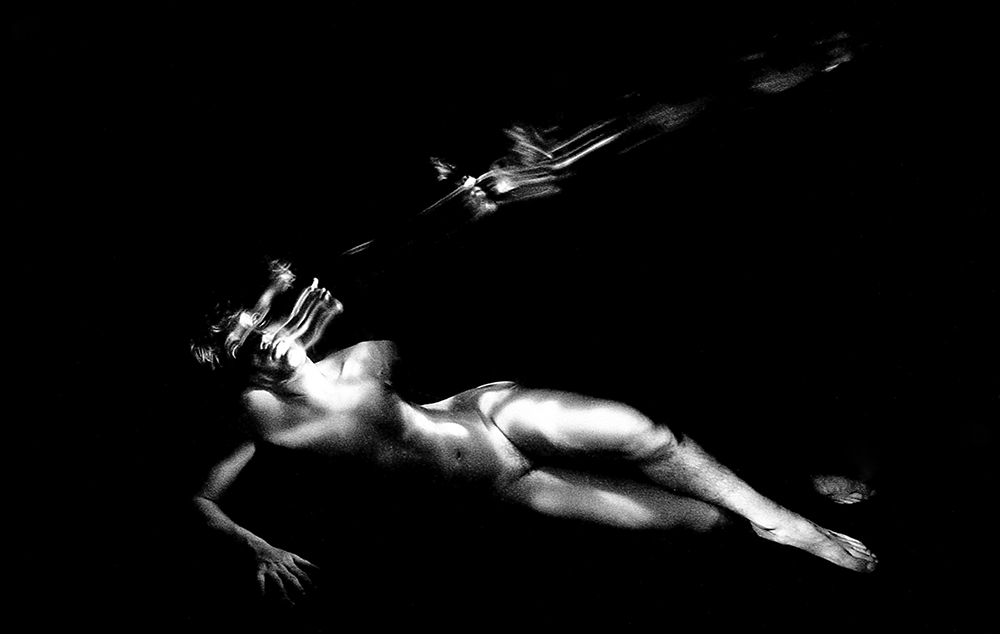
da La dama bianca, 1984-85
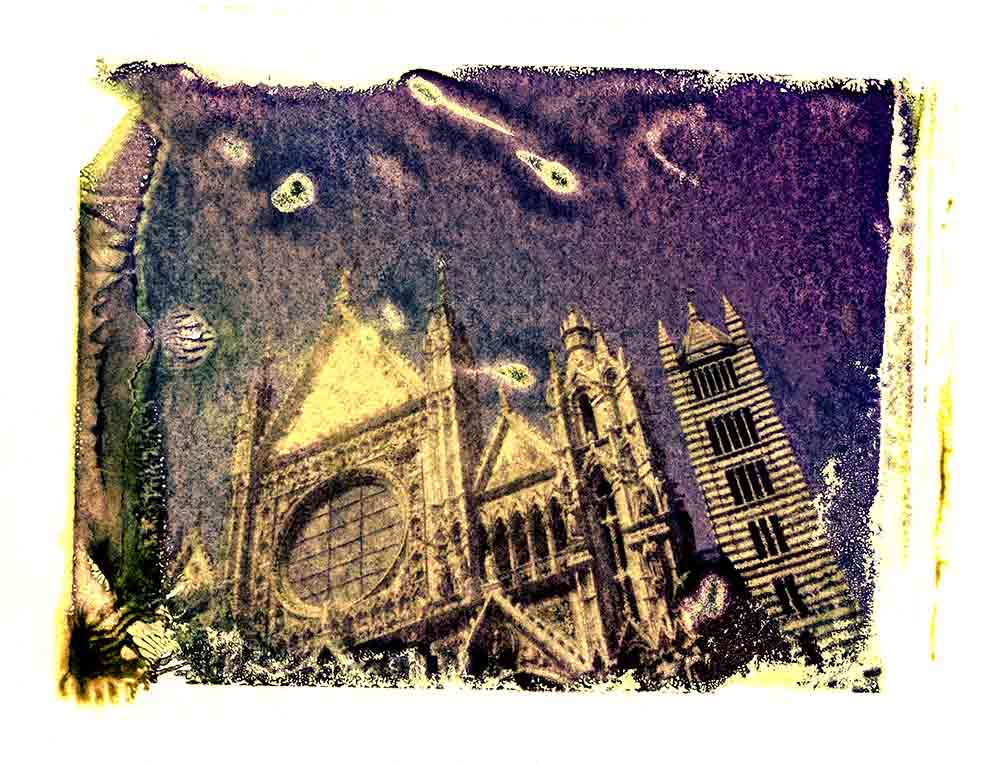
la Cattedrale di Siena, polaroid-669, 1990
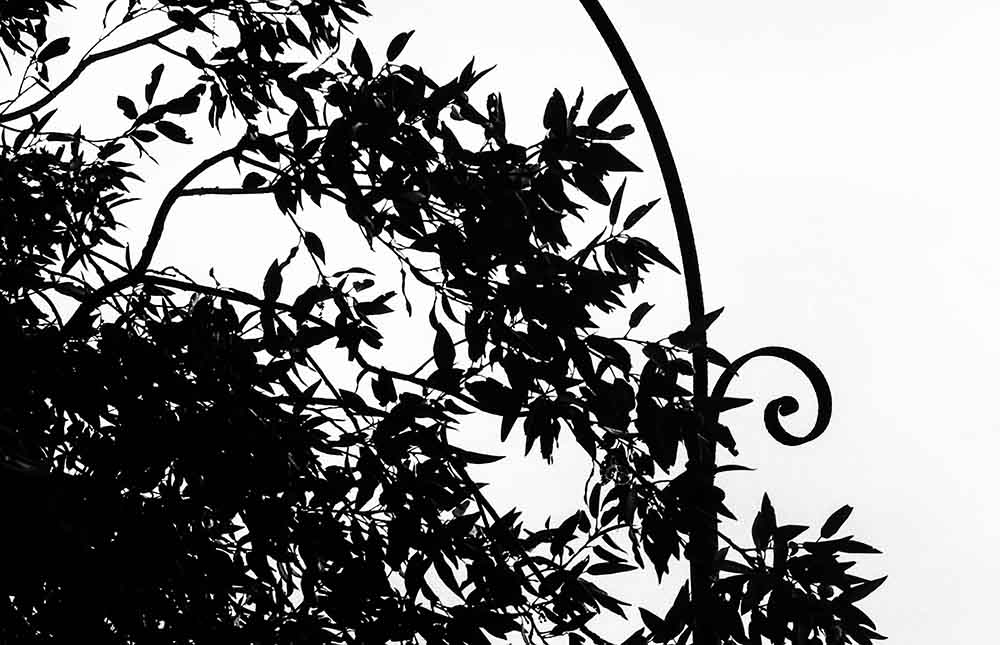
da Il giardino rivelato, 1995
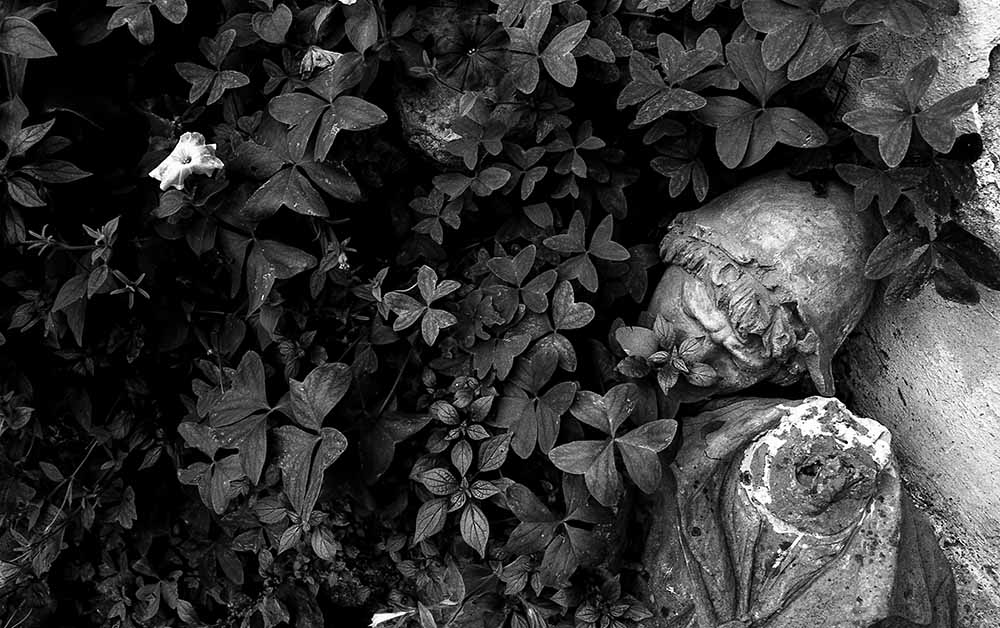
da Il giardino rivelato, 1995
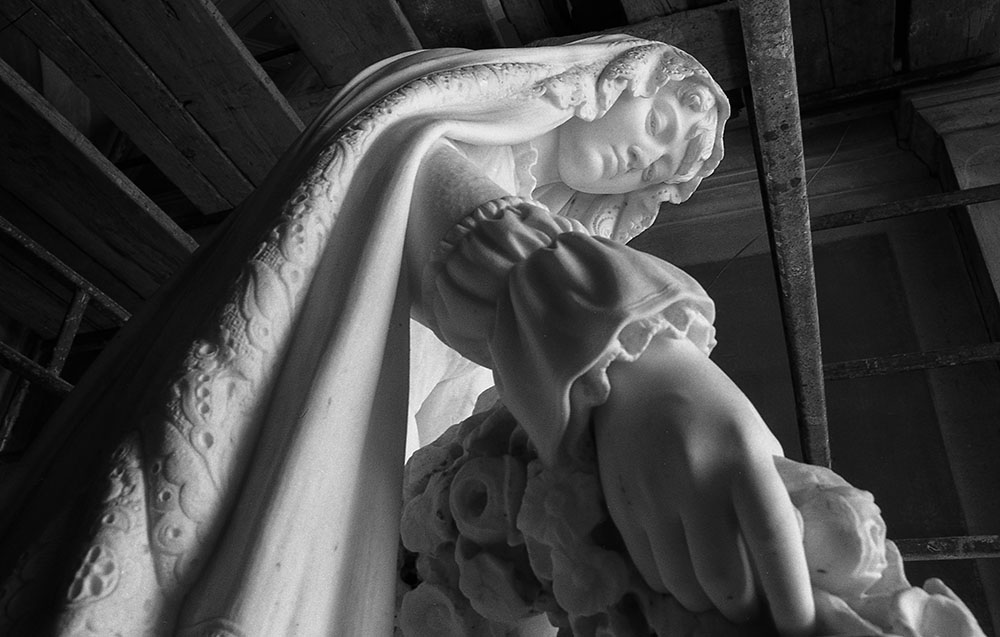
da Tito Sarrocchi, Cimitero della Misericordia, Siena, 1999
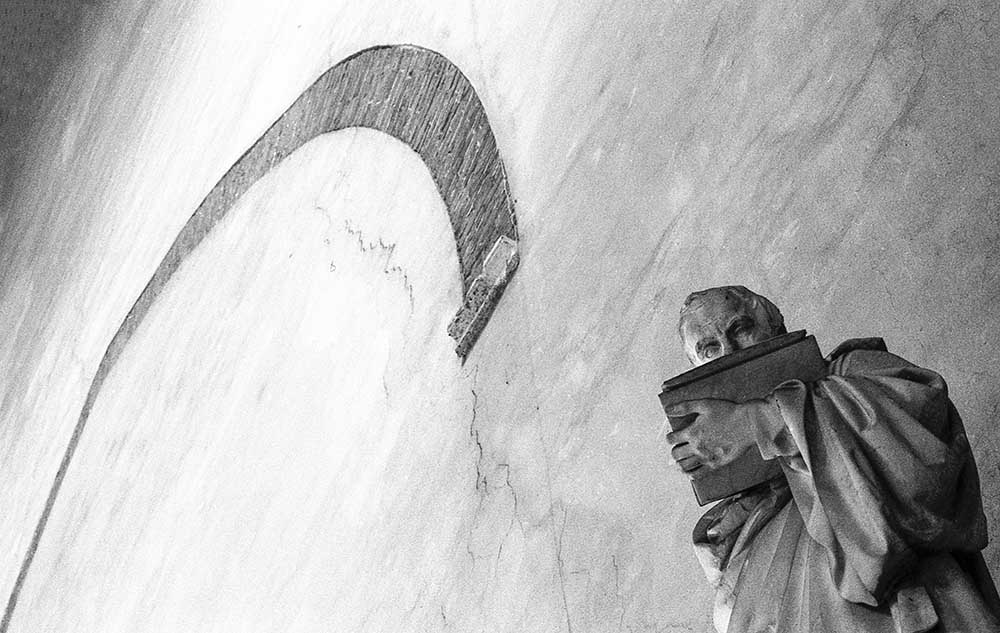
da Tito Sarrocchi, Basilica di San Domenico, Siena, 1999
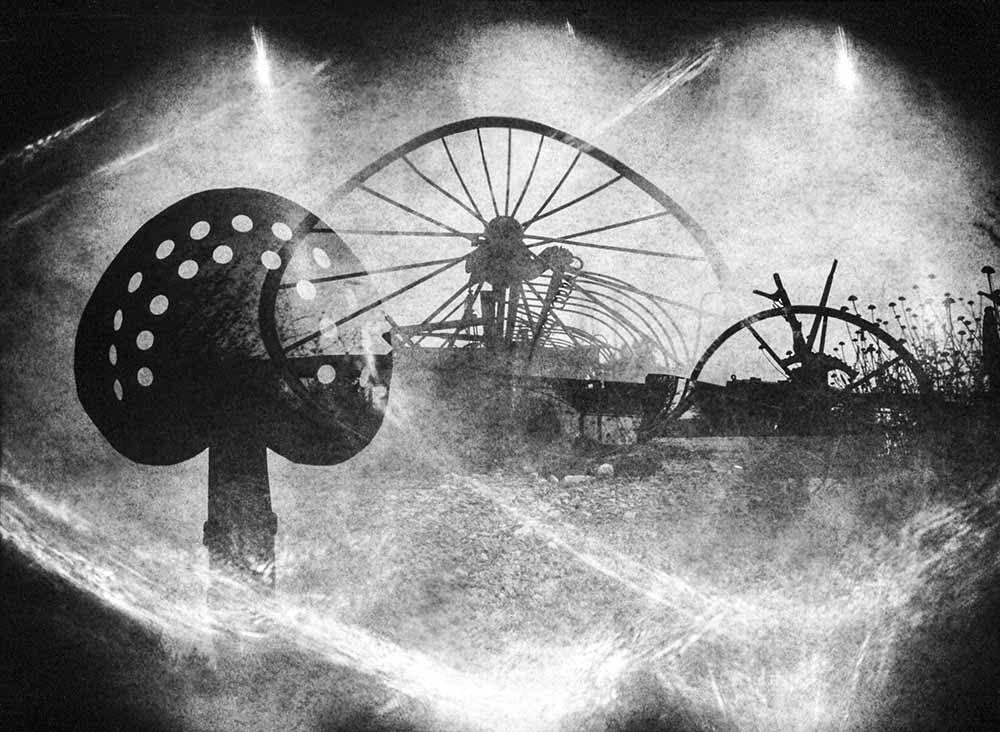
desueta macchina agricola, foto stenopeica, 2002
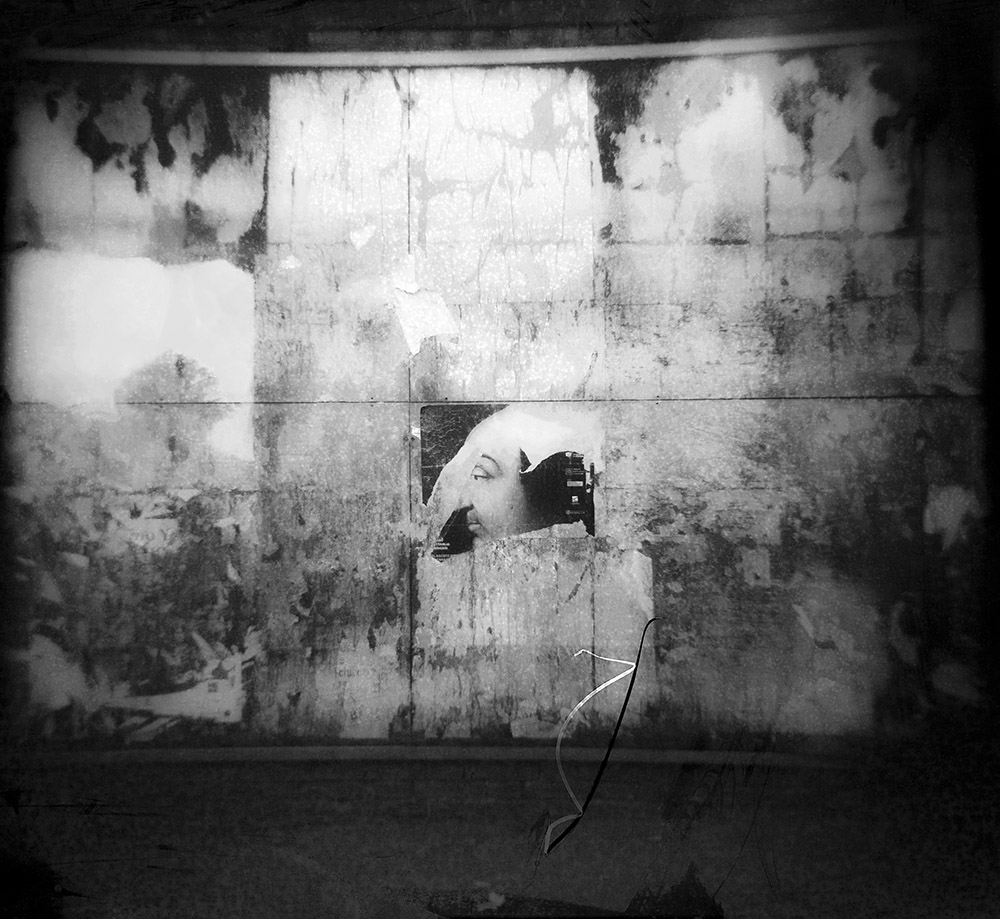
una via di Siena, dalla serie Holga, 2022